# اتفاقية كيبك
اتفاقية كيبيك هي اتفاقية سرية وقعتها المملكة المتحدة ممثلة ب ونستون تشرشل والولايات المتحدة ممثلة ب وفرانكلين دي روزفلت خلال الحرب العالمية الثانيةفي 19 أغسطس 1943، خلال انعقاد مؤتمر كيبيك الأول في مدينة كيبيك، كيبيك، كندا. وحددت الاتفاقية شروط التطوير المنسق للعلوم والهندسة المتعلقة بالطاقة النووية وخاصة الأسلحة النووية.
نصت اتفاقية كيبيك على اتفاق الولايات المتحدة والمملكة المتحدة على تسخير موارد كل دولة منها بهدف تطوير أسلحة نووية، وتعهد البلدان بعدم استخدام هذه الأسلحة ضد بعضيهما، أو ضد دول أخرى دون الحصول على موافقة متبادلة مسبقة، أو نقل المعلومات المتعلقة بهما إلى دول أخرى. كما منحت الولايات المتحدة حق النقض (الفيتو) على الاستخدامات التجارية أو الصناعية للطاقة النووية في بريطانيا بعد الحرب. دمجت الاتفاقية مشروع سبائك الأنابيب البريطاني مع مشروع مانهاتن الأمريكي، وأنشأت لجنة السياسة المشتركة للتحكم في المشروع المشترك. على الرغم من أن كندا لم تكن من الدول الموقعة، إلا أن الاتفاق نص على وجود ممثل كندي في لجنة السياسة المشتركة في ضوء مساهمة كندا في هذا الجهد.
قام العلماء البريطانيون بعد حصولهم على الاذن البريطاني من دولتهم في يوليو 1945 بموجب الاتفاقية لاستخدام الأسلحة النووية ضد اليابان، بعمل مهم كجزء من المساهمة البريطانية في مشروع مانهاتن. مدد هايد بارك مساعد الميموار في سبتمبر 1944 التعاون الأنجلو أمريكي في فترة ما بعد الحرب، ولكن بعد انتهاء الحرب، تضاءل الحماس الأمريكي للتحالف مع بريطانيا. أنهى قانون مكماهون التعاون الفني من خلال سيطرته على «البيانات المقيدة». في 7 يناير 1948، حلت اتفاقية كيبيك محل اتفاق مؤقت، وهو اتفاق سمح بمشاركة محدودة للمعلومات التقنية بين الولايات المتحدة وبريطانيا وكندا.

## خلفية

### سبائك الأنابيب
اكتشف جيمس تشادويك النيوترون في مختبر كافنديش بجامعة كامبريدج في فبراير 1932.  في أبريل 1932، قام زملاؤه من كافنديش جون كوكروفت وإرنست والتون بتقسيم ذرات الليثيوم بالبروتونات المتسارعة.  ثم، في ديسمبر 1938، قام أوتو هان فريتز شتراسمان في مختبر هان في برلين داهليم بقصف اليورانيوم بالنيوترونات البطيئة،  واكتشفا أن الباريوم قد تم إنتاجه.  كتب هان إلى زميلته ليز مايتنر، التي أوضحت مع ابن أخيها أوتو فريش أن نواة اليورانيوم قد انقسمت.  وقياسا على تقسيم الخلايا البيولوجية، أطلقوا على العملية اسم «الانشطار». 

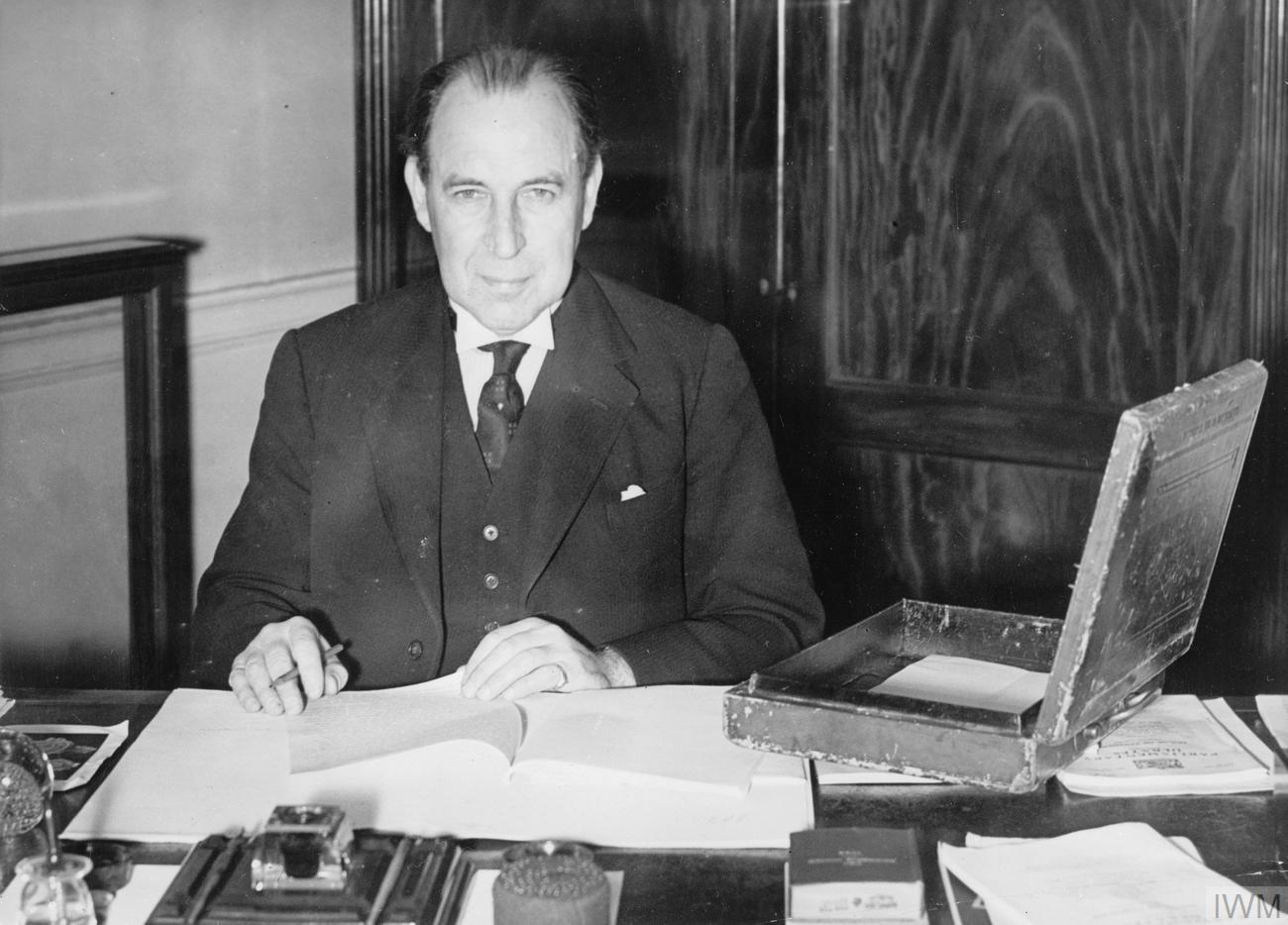
السير جون أندرسون، الوزير المسؤول عن سبائك الأنبوب

أثار اكتشاف الانشطار النووي فرضية إمكانية صنع قنبلة ذرية قوية للغاية.  كان المصطلح مألوفًا بالفعل للجمهور البريطاني من خلال كتابات إتش جي ويلز، في روايته التي صدرت عام 1913 بعنوان «العالم يتحرر».  تم تشكيل لجنة السير هنري تيزارد للمسح العلمي للدفاع الجوي لدراسة احتياجات الحرب المضادة للطائرات، ولكنها تشعبت لدراسة الحرب الجوية بشكل عام.  في مايو 1939، قبل بضعة أشهر من اندلاع الحرب العالمية الثانية في أوروبا في سبتمبر 1939، تم توجيهه لإجراء بحث في جدوى القنابل الذرية.  كلف تيزارد جورج باجيت طومسون، أستاذ الفيزياء في إمبريال كوليدج لندن، ومارك أوليفانت، الفيزيائي الأسترالي بجامعة برمنغهام، بإجراء سلسلة من التجارب على اليورانيوم. بحلول فبراير 1940، فشل فريق طومسون في إحداث تفاعل متسلسل في اليورانيوم الطبيعي، وقرر أنه لا يستحق المتابعة. 
توصل فريق أوليفانت إلى نتيجة مختلفة تمامًا. كان قد فوض المهمة إلى اثنين من علماء اللاجئين الألمان، رودولف بيرلز وفريش، غير أنهم لم يتمكنوا من العمل في مشاريع الجامعة السرية مثل الرادار كونهم كانوا أجانب أعداء لم يتم اعطاءهم التصريح الأمني اللازم.  قاموا بحساب الكتلة الحرجة للكرة المعدنية من اليورانيوم النقي 235، ووجدوا أنه بدلاً من الأطنان، كما افترض الجميع، أقل من 1 إلى 10 كيلوغرام (2.2 إلى 22.0 رطل) كافٍ، وسوف ينفجر بقوة آلاف الأطنان من الديناميت.  
أخذ أوليفانت مذكرة فريش-بيرلز إلى تيزارد. نتيجة لذلك، تم إنشاء لجنة مود لإجراء مزيد من التحقيق. وجهت جهود بحث مكثفة.  قدمت أربع جامعات أماكن إجراء التجارب. قامت جامعة برمنغهام بعمل نظري، مثل تحديد حجم الكتلة الحرجة اللازمة للانفجار. أدار هذه المجموعة بيرلز بمساعدة زميله العالِم اللاجئ الألماني كلاوس فوكس. جربت المعامل في جامعة ليفربول وجامعة أكسفورد أنواعًا مختلفة من فصل النظائر. تعامل فريق تشادويك في ليفربول مع الانتشار الحراري، وهي ظاهرة لوحظت في خليط من الجسيمات المتحركة حيث تظهر أنواع الجسيمات المختلفة استجابات مختلفة لقوة التدرج الحراري. قامت مجموعة فرانسيس سيمون في أكسفورد بالتحقيق في الانتشار الغازي، والذي يعمل على مبدأ أنه عند ضغوط مختلفة سينتشر اليورانيوم 235 عبر حاجز أسرع من اليورانيوم 238. تم تحديد هذه لتكون الطريقة الواعدة. قام إيغون بريتشر ومجموعة نورمان فيذر في كامبريدج بالتحقيق فيما إذا كان يمكن استخدام عنصر آخر، يسمى الآن البلوتونيوم، كمادة انشطارية. بسبب وجود فريق من العلماء الفرنسيين اللاجئين بقيادة هانز فون هالبان، كان لدى أكسفورد أيضًا الإمداد الرئيسي في العالم من الماء الثقيل، مما ساعدهم على وضع نظرية حول كيفية استخدام اليورانيوم في الطاقة.  
في يوليو 1941، أصدرت لجنة مود تقريرين شاملين يفيدان بعدم جدوى القنبلة الذرية من الناحية الفنية، وبامكانية إنتاجها قبل انتهاء الحرب، خلال فترة زمنية تم حصرها في أقل من العامين. أوصت لجنة مود بالإجماع بمتابعة تطويرها على سبيل الاستعجال، وبالرغم من إدراكها أن الموارد المطلوبة قد تكون أكبر من تلك المتاحة لبريطانيا.   تم اطلاع رئيس الوزراء، ونستون تشرشل، على النتائج التي توصل إليها مستشاره العلمي، فريدريك ليندمان، قبل اكتمال التقرير وقرر ايقاف مسار العمل. انشئت مديرية جديدة معروفة بالاسم المضلل عمدًا لـ سبائك الأنابيب لتنسيق هذا الجهد. أصبح السير جون أندرسون، رئيس اللورد للمجلس، الوزير المسؤول، وتم تعيين والاس أكيرز من إمبريال للصناعات الكيماوية (ICI) مديرًا لها. 

### جهود أمريكا المبكرة
كان احتمال تطوير ألمانيا لقنبلة ذرية مصدر قلق كبير للعلماء في الولايات المتحدة، وخاصة للاجئين من ألمانيا النازية ودول فاشية أخرى. في يوليو 1939، كتب ليو زيلارد وألبرت أينشتاين رسالة تحذر رئيس الولايات المتحدة، فرانكلين دي روزفلت، من الخطر. رداً على ذلك، أنشأ روزفلت لجنة استشارية لليورانيوم في أكتوبر 1939، برئاسة ليمان بريجز من المكتب الوطني للمعايير. ركز البحث على الانشطار البطيء لإنتاج الطاقة، ولكن مع ازدياد الاهتمام بفصل النظائر.  في 12 يونيو 1940، ذهب فانيفار بوش، رئيس معهد كارنيجي بواشنطن، وهاري هوبكنز، المستشار الرئيسي للرئيس، إلى الرئيس باقتراح لإنشاء لجنة أبحاث الدفاع الوطني (NDRC) للمشاركة - البحوث المتعلقة بالدفاع المنسق.  تم إنشاء NDRC رسميًا في 27 يونيو 1940، برئاسة بوش.  استوعبت اللجنة الاستشارية لليورانيوم التي تجاوزت دورها الأصلي وهي الآن تدير الأبحاث. أصبحت لجنة اليورانيوم في NDRC. 

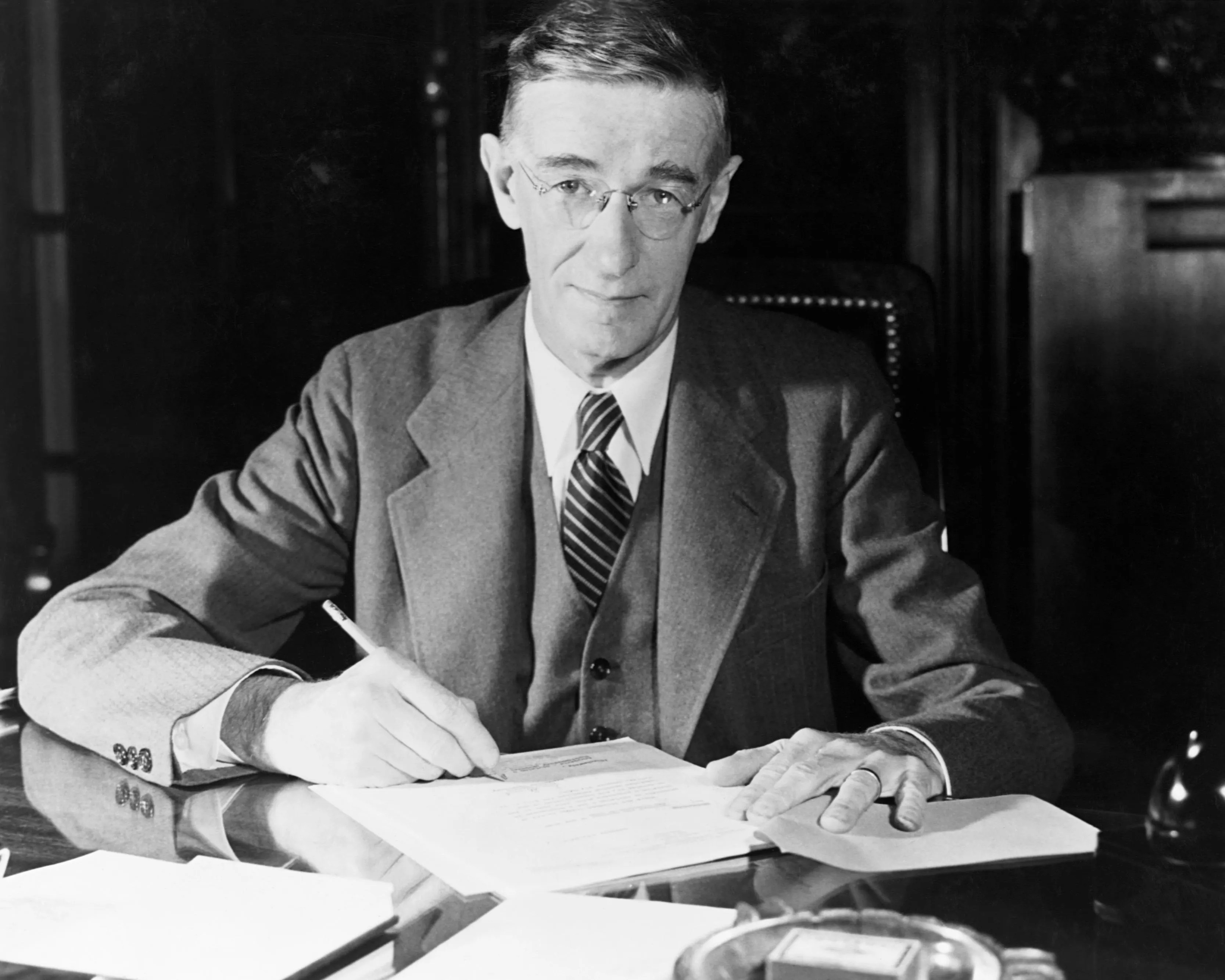
فانيفار بوش، مدير مكتب الولايات المتحدة للبحث العلمي والتنمية

كان أحد الإجراءات الأولى التي اتخذها بوش كرئيس للجنة NDRC هو ترتيب اجتماع سري مع العميد الجوي جورج بيري، الملحق الجوي البريطاني في واشنطن، والعميد تشارلز ليندمان، الملحق بالجيش البريطاني (وشقيق فريدريك ليندمان)، لمناقشة قضية بريطانية. عرض تبادل كامل للمعلومات التقنية. كان بوش مؤيدًا بشدة لهذا الاقتراح، وفي اجتماعهم في 8 يوليو 1940، قدم نصائح حول كيفية تقديمه. تمت المصادقة عليه في اجتماع لمجلس الوزراء في 11 يوليو، وتم نقل قبول رسمي إلى اللورد لوثيان، السفير البريطاني لدى الولايات المتحدة، في 29 يوليو. 
من بين ثروة المعلومات التي قدمتها بعثة تيزارد، وهي بعثة علمية أرسلتها إلى الولايات المتحدة لتعزيز تبادل العلوم والتكنولوجيا العسكرية، إلى أمريكا كانت هناك تفاصيل حول مداولات وأنشطة لجنة مود. تم بالفعل نقل بعض المعلومات من لجنة مود إلى الولايات المتحدة من قبل رالف إتش فاولر، الملحق العلمي البريطاني في كندا. جلب كوككروفت، وهو عضو في مهمة تيزارد، المزيد. التقى كوكروفت وفاولر بلجنة اليورانيوم،  ولكن تدفق المعلومات كان إلى حد كبير في اتجاه واحد.  ذكر كوككروفت أن مشروع القنبلة الذرية الأمريكية تخلف عن البريطانيين، ولم يكن يسير بالسرعة نفسها.   اشتمل العمل الذي تم إجراؤه في أمريكا على بحث أجراه زيلارد وإنريكو فيرمي في جامعة كولومبيا حول إمكانية التحكم في تفاعل تسلسلي نووي.  التحقيقات الأولية في فصل النظائر باستخدام الطرد المركزي والانتشار الغازي وعمليات الانتشار الحراري.  وجهود إنتاج البلوتونيوم في السيكلوترون في مختبر الإشعاع بجامعة كاليفورنيا. 
حضر كينيث بينبريدج من جامعة هارفارد اجتماع لجنة مود في 9 أبريل 1941، وتفاجأ باكتشاف أن البريطانيين كانوا مقتنعين بأن القنبلة الذرية ممكنة من الناحية الفنية.   اجتمعت لجنة اليورانيوم في هارفارد في 5 مايو، وقدم بينبريدج تقريره. أشرك بوش مجموعة برئاسة آرثر كومبتون، الحائز على جائزة نوبل في الفيزياء ورئيس قسم الفيزياء في جامعة شيكاغو، لإجراء مزيد من التحقيق. تقرير كومبتون، الصادر في 17 مايو 1941، لم يتطرق إلى تصميم أو تصنيع القنبلة بالتفصيل.  وبدلاً من ذلك أيدت مشروع ما بعد الحرب الذي يركز على الطاقة الذرية لإنتاج الطاقة.  في 28 يونيو 1941، أنشأ روزفلت مكتب البحث العلمي والتنمية (OSRD)، وكان بوش مديرًا له، وهو مسؤول شخصيًا أمام الرئيس. ضمت المنظمة الجديدة NDRC، التي يرأسها الآن جيمس ب. كونانت،  رئيس جامعة هارفارد.  أصبحت لجنة اليورانيوم قسم اليورانيوم في OSRD، ولكن سرعان ما تم تغيير اسمها إلى قسم S-1 لأسباب أمنية.  
كانت بريطانيا في حالة حرب، لكن الولايات المتحدة لم تكن كذلك. سافر أوليفانت إلى الولايات المتحدة في أواخر أغسطس 1941، ظاهريًا لمناقشة برنامج الرادار، ولكن في الواقع لمعرفة سبب تجاهل الولايات المتحدة لنتائج لجنة مود.  اكتشف ما يثير استيائه أن التقارير والوثائق الأخرى المرسلة مباشرة إلى بريجز لم يتم تقاسمها مع جميع أعضاء اللجنة؛ قام بريجز بحبسهم في خزنة. ثم التقى أوليفانت مع ويليام دي كوليدج، الذي كان يعمل بدلاً من كومبتون عندما كان الأخير في أمريكا الجنوبية.  صامويل ك. أليسون، زميل كومبتون في جامعة شيكاغو. إرنست و. لورانس، مدير مختبر الإشعاع؛ فيرمي وكونانت لشرح الإلحاح. تحدث في هذه الاجتماعات عن القنبلة الذرية بقوة ويقين.  ذكر أليسون أنه عندما التقى أوليفانت بقسم S-1، «حضر اجتماعًا، وقال» قنبلة "بعبارات لا لبس فيها. أخبرنا أنه يجب علينا تركيز كل جهد على القنبلة وقال إنه ليس لدينا الحق في العمل في محطات توليد الكهرباء أو أي شيء سوى القنبلة. قال إن القنبلة ستكلف 25 مليون دولار، ولم يكن لدى بريطانيا المال أو القوة البشرية، لذا كان الأمر  لنا ".
تلقى بوش وكونانت تقرير مود النهائي من طومسون في 3 أكتوبر 1941.  وبهذا، التقى بوش مع روزفلت ونائب الرئيس هنري أ. والاس في البيت الأبيض في 9 أكتوبر 1941، وحصل على تعهد توسيع وتسريع مشروع القنبلة الذرية الأمريكية.  بعد يومين، أرسل روزفلت رسالة إلى تشرشل اقترح فيها تبادل الآراء «من أجل تنسيق أي جهود موسعة أو حتى إجراؤها بشكل مشترك». 

## تعاون
اعتبر  أن هذا العرض الخاص بمشروع مشترك مهم بما يكفي لتسليم الرسالة شخصيًا من قبل فريدريك ل. أكد روزفلت على استعداده للتعاون، وأبلغه أن هوفدي قد ناقش الأمر مع السير جون أندرسون واللورد شيرويل، كما يُعرف فريدريك ليندمان الآن. نظرت لجنة مود في مسألة التعاون مع الولايات المتحدة، وخلصت إلى أنه بينما يمكن إنشاء مصانع تجريبية لفصل النظائر في المملكة المتحدة، يجب بناء مرافق إنتاج على نطاق كامل في الولايات المتحدة. أعرب البريطانيون عن مخاوفهم بشأن أمن المشروع الأمريكي. ومن المفارقات أن المشروع البريطاني هو الذي تم اختراقه بالفعل من قبل الجواسيس الذريين.  أعطى جون كيرنكروس الاتحاد السوفيتي نسخة من تقرير لجنة مود.  على الرغم من عدم نقلها إلى الأمريكيين، كان لدى البريطانيين مخاوف أخرى بشأن ما قد يحدث بعد الحرب إذا اعتنق الأمريكيون الانعزالية، كما حدث بعد الحرب العالمية الأولى، وكان على بريطانيا محاربة الاتحاد السوفيتي بمفردها.  وبالتالي ضاعت فرصة مشروع مشترك. استمر تبادل المعلومات البريطاني والأمريكي لكن برامجهما ظلت منفصلة. 

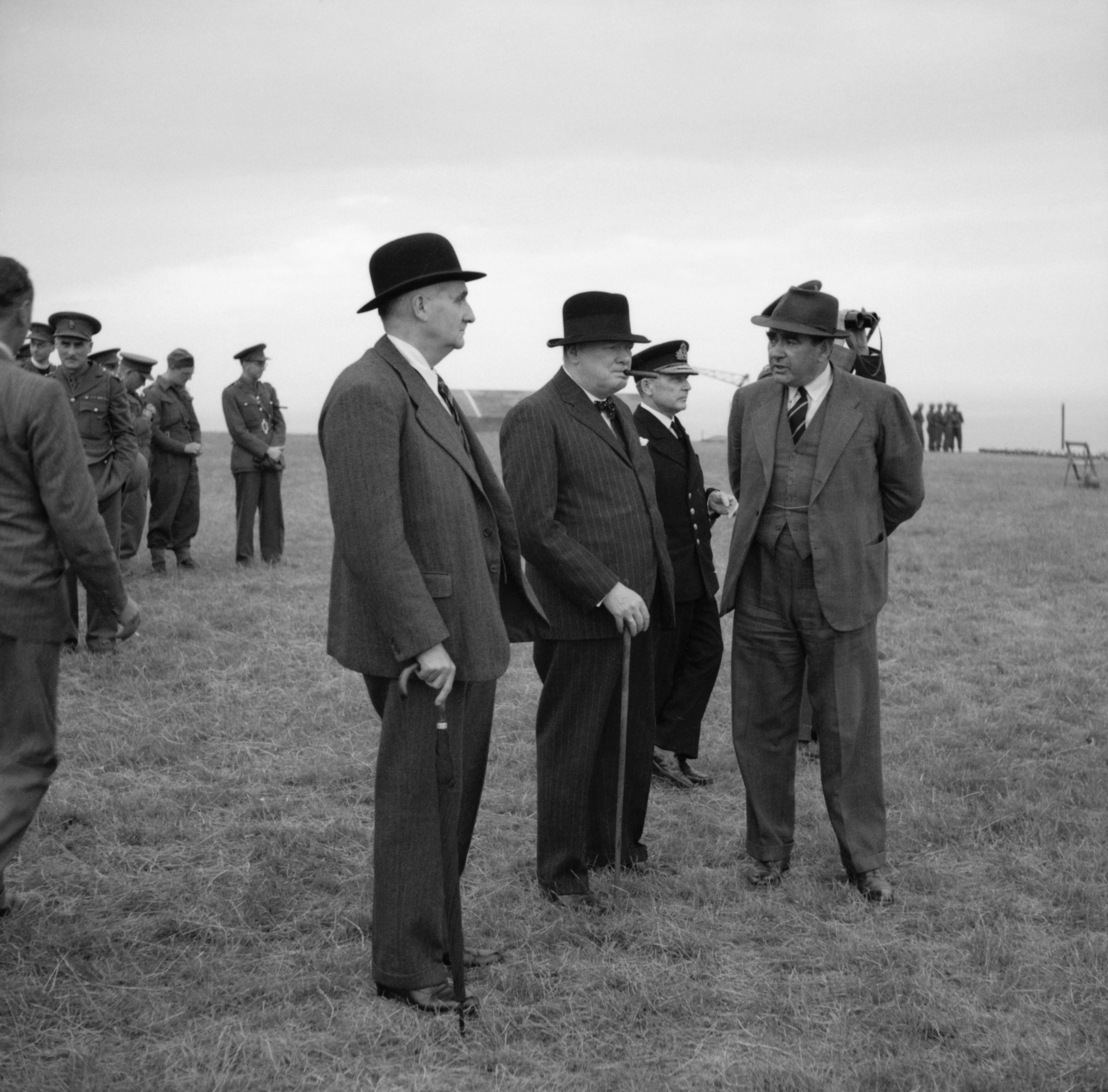
كان اللورد تشيرويل (في المقدمة، مرتديًا قبعة بولر) مستشارًا علميًا لنستون تشرشل (في الوسط)

أدى الهجوم الياباني على بيرل هاربور في 7 ديسمبر 1941 إلى دخول الولايات المتحدة الحرب.  أصبح التمويل الآن متاحًا بمبالغ غير متوقعة في العام السابق.  كان من المقرر أن تنتهي عقود OSRD في نهاية يونيو 1942، وكانت هناك منافسة شديدة في زمن الحرب على المواد الخام. تم الاتفاق على أنه في 1942-1943، سيمول جيش الولايات المتحدة 53 دولارًا مليون دولار من 85 مليون برنامج. في 18 يونيو 1942، صدر أمر للعقيد جيمس سي مارشال بتنظيم عنصر الجيش.   أسس مقره في الطابق الثامن عشر من 270 برودواي في مدينة نيويورك، مع الاسم غير الضار لمنطقة مانهاتن الهندسية، بعد الممارسة المعتادة لتسمية مناطق المهندسين بعد المدينة التي يقع فيها المقر الرئيسي. وسرعان ما تبنى المشروع اسم «مانهاتن» أيضًا.  بحلول سبتمبر 1942، شعر بوش وكونانت أن الوقت قد حان لتولي الجيش زمام الأمور، وهو أمر وافق عليه الرئيس بالفعل في 17 يونيو 1942، وأصبح العميد ليزلي ر. مشروع في 23 سبتمبر 1942.  حاول غروفز تشديد الأمن من خلال سياسة التقسيم الصارم المشابهة لتلك التي فرضها البريطانيون على الرادار. 
سرعان ما تفوقت الجهود الأمريكية على البريطانيين. اندهش العلماء البريطانيون الذين زاروا الولايات المتحدة في عام 1942 من التقدم والزخم اللذين احظهما مشروع مانهاتن.  في 30 يوليو 1942، نصح أندرسون تشرشل بما يلي: «يجب أن نواجه حقيقة أن... عملنا الرائد... هو أصل متضائل وأنه ما لم نستفد منه بسرعة، فسوف يتم تجاوزنا. لدينا الآن مساهمة حقيقية في» الاندماج«. قريباً سيكون لدينا القليل أو لا شيء».   بوش وكونانت قررا بالفعل أن المساعدة البريطانية لم تعد ضرورية. اتفاقية التبادل العلمي غير المقيد بين الولايات المتحدة .
كانت مواقف البلدين على عكس ما كانت عليه في عام 1941.  كان المسؤولون الأمريكيون قلقين من أن أكيرز وأشخاص آخرين من ICI مشاركين في مشروع سبائك الأنبوب كانوا يحاولون استغلال المعرفة العلمية النووية الأمريكية لإنشاء وظيفة مربحة. صناعة الحرب.  شعر وزير الحرب، هنري إل ستيمسون، أنه نظرًا لأن الولايات المتحدة كانت تقوم بـ "تسعين بالمائة من العمل" على القنبلة، فسيكون من الأفضل لنا المضي قدمًا في الوقت الحاضر دون مشاركة أي شيء أكثر من يمكننا المساعدة ".  في ديسمبر 1942، وافق روزفلت على تقييد تدفق المعلومات لما يمكن أن تستخدمه بريطانيا أثناء الحرب، حتى لو أدى ذلك إلى إعاقة المشروع الأمريكي.  توقف الأمريكيون عن مشاركة أي معلومات عن إنتاج الماء الثقيل، وطريقة الفصل الكهرومغناطيسي، والخصائص الفيزيائية أو الكيميائية للبلوتونيوم، وتفاصيل تصميم القنبلة الذرية، أو الحقائق حول التفاعلات النيوترونية السريعة. وقد أثر ذلك سلبًا على عمل مختبر مونتريال، المشروع البريطاني والكندي المشترك الذي كان يبحث في تصميم المفاعل النووي. ردًا على ذلك، توقف البريطانيون عن إرسال العلماء إلى أمريكا، مما أدى إلى إبطاء وتيرة العمل هناك، والتي كانت تعتمد على العلماء البريطانيين. ثم توقف الأمريكيون عن تبادل المعلومات. 

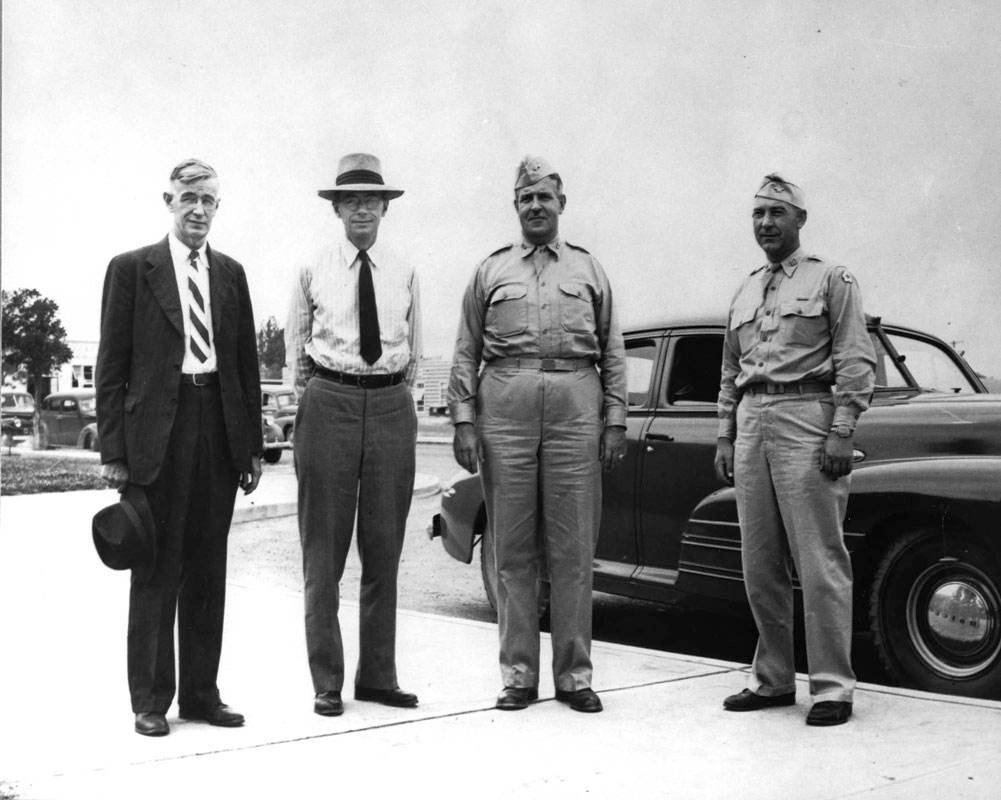
فانيفار بوش، وجيمس ب.كونانت، وليزلي غروفز، وفرانكلين ماتياس

نظرت مديرية سبائك الأنبوب فيما إذا كان بإمكان بريطانيا إنتاج قنبلة دون مساعدة أمريكية. معمل انتشار غازي لإنتاج 1 قدرت تكلفة كيلوغرام من اليورانيوم المستخدم في صنع الأسلحة يوميًا بما يصل إلى 3 جنيهات إسترلينية مليون في البحث والتطوير وأي شيء يصل إلى 50 جنيهًا إسترلينيًا مليون لبناء في زمن الحرب في بريطانيا. مفاعل نووي لإنتاج 1 يجب بناء كيلوغرام من البلوتونيوم يوميًا في كندا. سيستغرق البناء ما يصل إلى خمس سنوات وتكلفته 5 جنيهات إسترلينية مليون. سيتطلب المشروع أيضًا مرافق لإنتاج الماء الثقيل المطلوب للمفاعل بتكلفة تتراوح بين 5 جنيهات إسترلينية مليون و10 جنيهات استرلينية مليون، ولإنتاج معدن اليورانيوم، والذي سيكلف 1.5 جنيه إسترليني أخرى مليون. سيحتاج المشروع إلى أولوية قصوى، حيث كان من المقدر أنه يتطلب 20.000 عامل، كثير منهم من ذوي المهارات العالية، و500.000 طن من الفولاذ، و500.000. كيلوواط من الكهرباء. سيكون تعطيل المشاريع الأخرى في زمن الحرب أمرًا لا مفر منه، ومن غير المرجح أن يكون جاهزًا في الوقت المناسب للتأثير على نتيجة الحرب في أوروبا. كان الرد بالإجماع أنه قبل الشروع في ذلك، يجب بذل جهد آخر للحصول على تعاون أمريكي. 
بحلول مارس 1943، قرر بوش وكونانت أن المساعدة البريطانية ستفيد بعض مناطق مشروع مانهاتن. على وجه الخصوص، يمكن أن تستفيد بدرجة كافية من المساعدة من تشادويك وعالم أو اثنين من العلماء البريطانيين الآخرين لتبرير خطر الكشف عن أسرار تصميم السلاح.  أراد بوش وكونانت وغروفز من تشادويك وبيرلس مناقشة تصميم القنبلة مع روبرت أوبنهايمر، وأرادت شركة البناء Kellogg تعليقات بريطانية على تصميم مصنع الانتشار الغازي الذي كانت تقوم ببنائه. 

## مفاوضات
تناول تشرشل الأمر مع روزفلت عندما التقيا في مؤتمر واشنطن في 25 مايو 1943.  تم ترتيب لقاء بعد ظهر ذلك اليوم بين شيرويل وبوش في مكتب هوبكنز بالبيت الأبيض، مع هوبكنز يراقب. أعلن كلاهما عن مواقفهما، وأوضح شيرويل أن اهتمام بريطانيا بعد الحرب كان بالأسلحة النووية، وليس الفرص التجارية.  أبلغ هوبكنز روزفلت،  واتفق تشرشل وروزفلت على ضرورة مراجعة تبادل المعلومات، وأن يكون مشروع القنبلة الذرية مشروعًا مشتركًا.  أرسل هوبكنز برقية إلى تشرشل تؤكد ذلك في 17 يونيو،  لكن السياسة الأمريكية لم تتغير، إلى حد كبير لأن روزفلت لم يخبر بوش عندما التقيا في 24 يونيو.   عندما ضغط تشرشل من أجل اتخاذ إجراء في برقية في 9 يوليو، نصح هوبكنز روزفلت بأنك «قطعت التزامًا ثابتًا تجاه تشرشل فيما يتعلق بهذا عندما كان هنا وليس هناك ما تفعله سوى المضي قدمًا في ذلك.» 

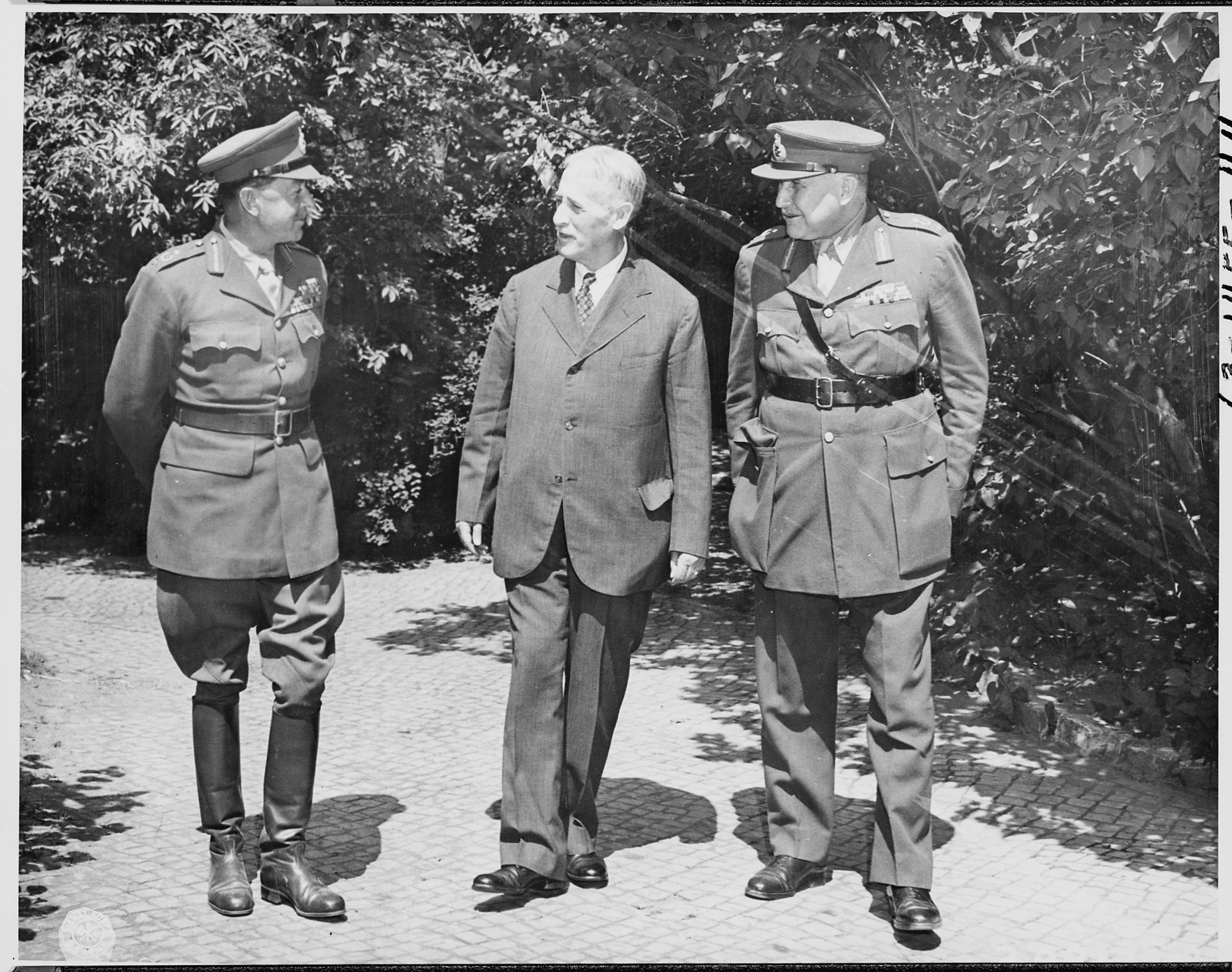
وزير الحرب، هنري إل ستيمسون (وسط) مع المشير السير هارولد ألكساندر (يسار) والسير هنري ميتلاند ويلسون (يمين)

كان بوش في لندن في 15 يوليو 1943 لحضور اجتماع لجنة مكافحة القوارب التابعة لمجلس الوزراء البريطاني. أخذه السير ستافورد كريبس ليرى تشرشل الذي أخبر بوش أن الرئيس قد أعطاه كلمة شرف بتعاون كامل، وأنه كان غاضبًا من عرقلة البيروقراطيين الأمريكيين. واقترح بوش أن يتولى الأمر مع ستيمسون الموجود أيضًا في لندن. فعل تشرشل ذلك في 17 يوليو، ووعد ستيمسون بتقديم الأمر إلى روزفلت.  في 20 يوليو، كتب روزفلت إلى بوش مع تعليمات «لتجديد، بطريقة شاملة، التبادل الكامل مع الحكومة البريطانية بشأن سبائك الأنبوب»،  ولكن منذ أن كان بوش في لندن، لم ير هذه الرسالة لعشرة أيام أخرى.  التقى ستيمسون وبوش وستيمسون، هارفي بندي، بالمساعد الخاص لتشرشل وشيرويل وأندرسون في 10 داونينج ستريت بلندن في 22 يوليو. لم يكن أي منهم على علم بأن روزفلت قد اتخذ قراره بالفعل. 
كان ستيمسون قد أنهى للتو سلسلة من الحجج مع البريطانيين حول الحاجة إلى غزو فرنسا. كان مترددًا في الظهور بمظهر الاختلاف معهم حول كل شيء،  وعلى عكس بوش، كان حساسًا للإيحاءات بأن بريطانيا تُعامل بشكل غير عادل.  تحدث بعبارات تصالحية عن الحاجة إلى علاقات جيدة بعد الحرب بين البلدين. من جانبه، تبرأ تشرشل من الاهتمام بالتطبيقات التجارية للتكنولوجيا النووية.  وأوضحوا أن سبب قلق البريطانيين بشأن التعاون بعد الحرب لم يكن مخاوف تجارية، ولكن بسبب امتلاك بريطانيا أسلحة نووية بعد الحرب. ثم اقترح بوش خطة من خمس نقاط، وعد ستيمسون بطرحها على الرئيس للموافقة عليها. 
صاغ أندرسون اتفاقية للتبادل الكامل، أعاد تشرشل صياغتها «بلغة أكثر روعة».  كان أندرسون يخشى أن يخبر غروفز ستيمسون وبوش أنه «مثل كل الأمريكيين الذين يأتون إلى جزيرتنا الضبابية، فقد استولوا على مكرنا المنافق وحملهم رئيس وزرائنا اللامع».  عندما علم كونانت بالاتفاقية، أعرب عن رأيه بأنه سيشعر وكأنه في بيته أكثر بين موظفي شيكاغو تريبيون،   وهي صحيفة مشهورة بآرائها المناهضة لبريطانيا.  وصل أندرسون إلى واشنطن مع التجنيد في 5 أغسطس،  وراجعها مع كونانت وبوش. من وجهة النظر الأمريكية، لم يدخل أي شيء في المسودة النهائية يتعارض مع السياسة الحالية لتبادل المعلومات. انتزع أندرسون تنازلاً هامًا واحدًا: إنشاء لجنة السياسة المشتركة للإشراف على المشروع المشترك بتمثيل من الولايات المتحدة وبريطانيا وكندا.  تمت تلبية اعتراضات كونانت على ترتيبات أندرسون المقترحة لتبادل المعلومات من خلال إسناد المهمة إلى لجنة السياسة المشتركة.  قام كل من ستيمسون والجنرال جورج مارشال والأدميرال ويليام آر بورنيل بمراجعة الوثيقة وإجراء تغييرات طفيفة، ثم تم إرسالها إلى السفارة البريطانية للموافقة عليها. 

## اتفاق

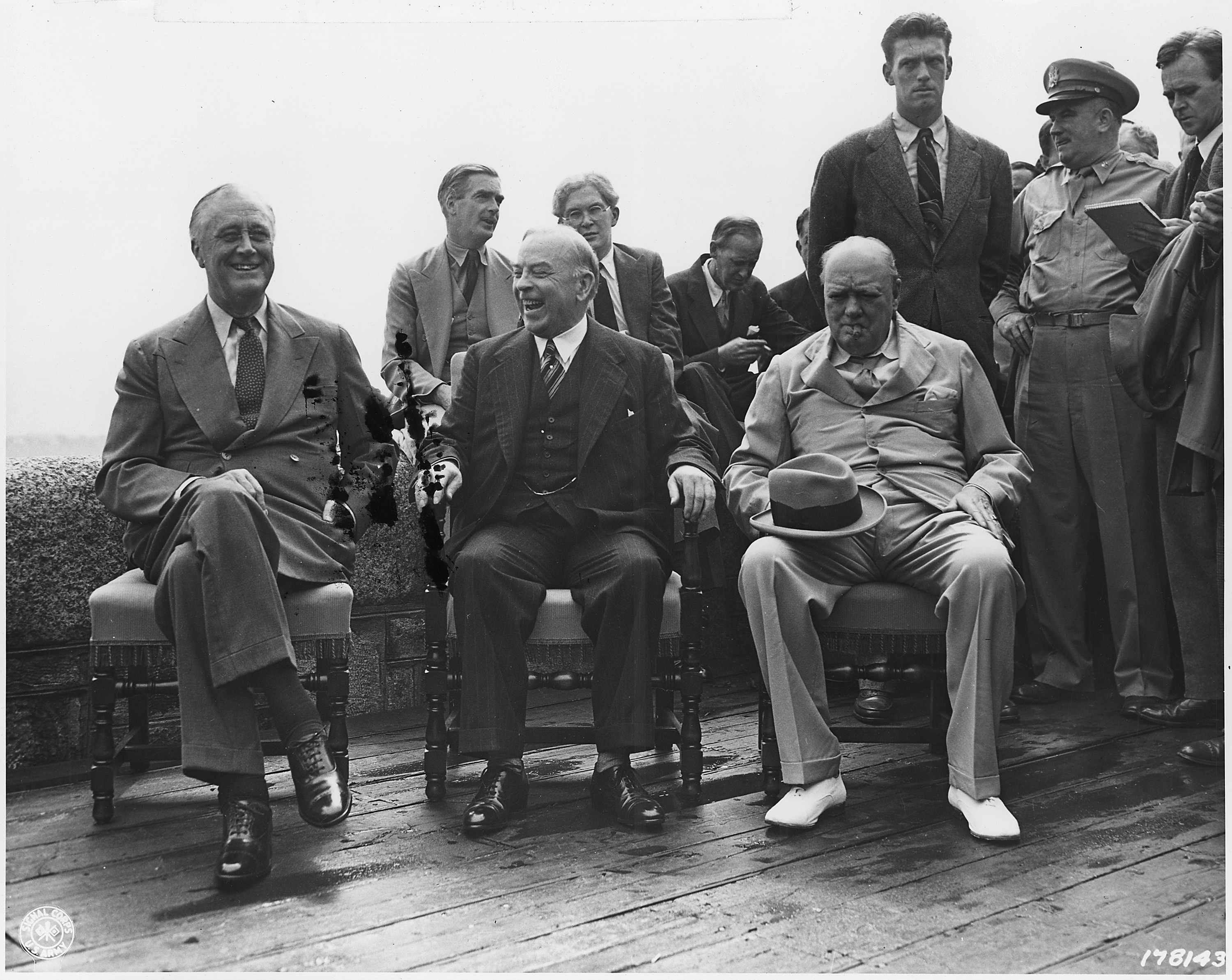
مؤتمر صحفي في قلعة كيبك خلال مؤتمر الرباعي. من اليسار إلى اليمين: الرئيس فرانكلين دي روزفلت، ورئيس الوزراء الكندي ماكنزي كينغ، ورئيس الوزراء البريطاني ونستون تشرشل. يجلس على الحائط خلفهم أنتوني إيدن، بريندان براكين وهاري هوبكنز.

كانت هناك حاجة إلى عملية صياغة سريعة لأن روزفلت وتشرشل ومستشاريهم السياسيين والعسكريين اجتمعوا في المؤتمر الرباعي في قلعة كيبيك في 17 أغسطس، الذي استضافه رئيس وزراء كندا، ماكنزي كينغ. كانت معظم المناقشات حول غزو فرنسا.  على الرغم من أن اتفاقية كيبيك كانت اتفاقية ثنائية لم تكن كندا من الدول الموقعة عليها، شعر البريطانيون أن مساهمة كندا في سبائك الأنابيب كانت كبيرة بما يكفي لأن التمثيل رفيع المستوى كان مناسبًا. لذلك طُلب من كينغ ترشيح عضو كندي في لجنة السياسة المشتركة، واختار سى.دى.هوى، وزير الذخائر والتموين الكندي. سيكون ستيمسون وبوش وكونانت الأعضاء الأمريكيين، بينما سيكون المشير السير جون ديل والعقيد جيه جيه ليويلين من الأعضاء البريطانيين. 
في 19 أغسطس وقع روزفلت وتشرشل اتفاقية كيبيك، والتي تمت كتابتها على أربع صفحات من دفتر ملاحظات قلعة كيبك،  وعنوانها رسميًا «مواد الاتفاقية التي تحكم التعاون بين سلطات الولايات المتحدة والمملكة المتحدة في مسألة سبائك الأنبوب».  اتفقت المملكة المتحدة والولايات المتحدة على أنه «من الضروري لتحقيق سلامتنا المشتركة في الحرب الحالية أن يؤتي مشروع سبائك الأنبوب ثماره في أقرب وقت ممكن»،  وأنه تم تحقيق ذلك على أفضل وجه من خلال تجميع مصادر.  نص اتفاق كيبيك على ما يلي:
1. ستجمع الولايات المتحدة والمملكة المتحدة مواردهما لتطوير أسلحة نووية من خلال التبادل الحر للمعلومات ؛
2. لن يستخدمها أي من البلدين ضد الآخر ؛
3. لن يستخدمها أي من الدولتين ضد دول أخرى دون موافقة ؛
4. لن يقوم أي من البلدين بنقل معلومات عنها إلى دول أخرى دون موافقة ؛
5. أنه «في ضوء العبء الثقيل للإنتاج الواقع على عاتق الولايات المتحدة»، قد يحد الرئيس من الاستخدامات التجارية والصناعية البريطانية للطاقة الذرية في فترة ما بعد الحرب. [2]

كان الجزء الوحيد من اتفاقية كيبيك الذي أزعج ستيمسون هو شرط الموافقة المتبادلة قبل استخدام القنابل الذرية.  لو علم الكونجرس بالأمر لما دعموه أبدًا. أوضح حق النقض الأمريكي على الاستخدامات التجارية والصناعية البريطانية في فترة ما بعد الحرب أن بريطانيا كانت الشريك الأصغر في التحالف الكبير. اعتبر تشرشل على وجه الخصوص أن اتفاقية كيبيك هي أفضل صفقة يمكن أن يبرمها في ظل هذه الظروف، وكانت القيود هي الثمن الذي كان عليه أن يدفعه للحصول على المعلومات الفنية اللازمة لمشروع أسلحة نووية ناجح بعد الحرب.  أشارت مارجريت جوينج إلى أن «فكرة الردع المستقل أصبحت راسخة بالفعل.» 
كانت اتفاقية كيبيك اتفاقية سرية. كانت شروطها معروفة لعدد قليل من المطلعين، ولم يتم الكشف عن وجودها ذاته لكونغرس الولايات المتحدة.  أعطيت اللجنة المشتركة للطاقة الذرية ملخصًا شفويًا في 12 مايو 1947.  في 12 فبراير 1951، كتب تشرشل إلى الرئيس هاري إس ترومان للحصول على إذن بنشره، لكن ترومان رفض. لذلك حذفها تشرشل من مذكراته، إغلاق الحلقة (1951).  ظل الأمر سراً حتى قرأه تشرشل في مجلس العموم في 5 أبريل 1954.   ومع ذلك، في 4 سبتمبر 1943، ذكرت الجاسوسة الذرية السوفيتية أورسولا كوتشينسكي («سونيا») تفاصيل الاتفاقية إلى GRU في موسكو، والتي ربما حصلت عليها من Fuchs. 

## تطبيق
حتى قبل توقيع اتفاقية كيبيك، كان أكرز قد أرسل بالفعل برقية إلى لندن بتعليمات مفادها أن تشادويك، وبيرلز، وأوليفانت، وسيمون يجب أن يغادروا فورًا إلى أمريكا الشمالية. وصلوا في 19 أغسطس، اليوم الذي تم التوقيع عليه، متوقعين أن يكونوا قادرين على التحدث إلى العلماء الأمريكيين، لكنهم لم يتمكنوا من القيام بذلك. مر أسبوعان قبل أن يعلم المسؤولون الأمريكيون بمحتويات اتفاقية كيبيك.  أخبر بوش أكيرز أن تصرفه كان سابقًا لأوانه، وأن لجنة السياسة المشتركة يجب أن توافق أولاً على القواعد التي تحكم توظيف العلماء البريطانيين. عاد العلماء إلى المملكة المتحدة دون أن يفعلوا شيئًا.  أطلع غروفز اللجنة التنفيذية OSRD S-1، التي حلت محل لجنة S-1 في 19 يونيو 1942،  في اجتماع خاص في 10 سبتمبر 1943.  كان نص اتفاقية كيبيك غامضًا في الأماكن، مع الثغرات التي يمكن أن يستغلها غروفز لفرض التجزئة.  استمرت المفاوضات بشأن شروط التبادل الفني حتى ديسمبر 1943. دخلت الإجراءات الجديدة حيز التنفيذ في 14 ديسمبر بموافقة لجنة السياسة العسكرية (التي حكمت مشروع مانهاتن) ولجنة السياسة المشتركة. بحلول هذا الوقت كان العلماء البريطانيون قد بدأوا بالفعل العمل في الولايات المتحدة.  

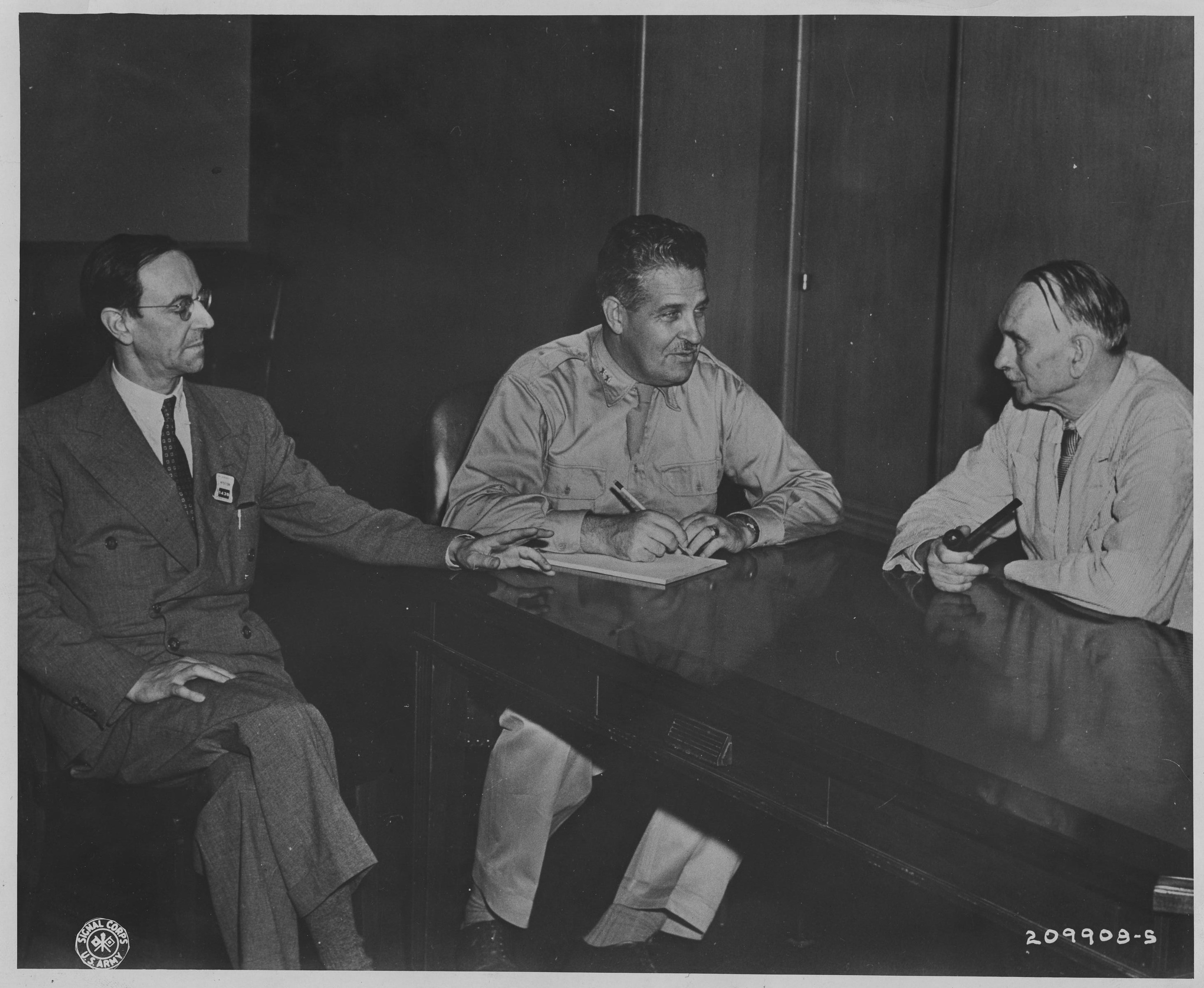
جيمس تشادويك، ليزلي آر جروفز الابن، وريتشارد سي تولمان

على مدى العامين المقبلين، اجتمعت لجنة السياسة المشتركة ثماني مرات فقط.  كانت المناسبة الأولى بعد ظهر يوم 8 سبتمبر 1943. اكتشف ستيمسون أنه كان الرئيس في ذلك الصباح فقط. أنشأ هذا الاجتماع الأول لجنة فرعية فنية برئاسة اللواء الأمريكي فيلهلم د.  لم يرغب الأمريكيون في أن يكون أكيرز في اللجنة الفرعية الفنية بسبب خلفيته في مبادرة إسطنبول التعاونية، لذلك رشح ليويلين تشادويك، الذي أراد أيضًا أن يكون رئيسًا للبعثة البريطانية في مشروع مانهاتن.  الأعضاء الآخرون في اللجنة الفنية هم ريتشارد سي تولمان، المستشار العلمي لغروفز، وسي جيه ماكنزي، رئيس المجلس الوطني الكندي للبحوث.  تم الاتفاق على أن اللجنة الفنية يمكن أن تعمل بدون استشارة لجنة السياسة المشتركة عندما يكون قرارها بالإجماع. وعقدت أول اجتماع لها في البنتاغون في 10 سبتمبر 1943. 
بقيت قضية التعاون بين مختبر ميتالورجيكال في شيكاغو التابع لمشروع مانهاتن ومختبر مونتريال. في اجتماع لجنة السياسة المشتركة في 17 فبراير 1944، ضغط تشادويك للحصول على الموارد لبناء مفاعل نووي في ما يعرف الآن بمختبرات نهر تشالك. وافقت بريطانيا وكندا على دفع تكلفة هذا المشروع، ولكن كان على الولايات المتحدة توفير الماء الثقيل. نظرًا لأنه من غير المحتمل أن يكون لها أي تأثير على الحرب، كان كونانت على وجه الخصوص لطيفًا بشأن الاقتراح، لكن مفاعلات الماء الثقيل لا تزال ذات أهمية كبيرة. كان غروفز على استعداد لدعم الجهد وتزويد الماء الثقيل المطلوب، ولكن مع بعض القيود. سيكون لدى مختبر مونتريال إمكانية الوصول إلى البيانات من مفاعلات أبحاث مختبر المعادن في أرجون ومفاعل الجرافيت X-10 في أوك ريدج، ولكن ليس من مفاعلات الإنتاج في موقع هانفورد؛ ولن يتم إعطاؤهم أي معلومات حول كيمياء البلوتونيوم، أو طرق فصله عن العناصر الأخرى. تمت الموافقة رسميًا على هذا الترتيب من قبل اجتماع لجنة السياسة المشتركة في 19 سبتمبر 1944.  
دعم تشادويك المساهمة البريطانية في مشروع مانهاتن إلى أقصى حد، متخليًا عن أي آمال في مشروع بريطاني خلال الحرب.  وبدعم من تشرشل، حاول ضمان تلبية كل طلب من غروفز للمساعدة. بينما خفت وتيرة البحث مع دخول الحرب مرحلتها النهائية، كان الطلب لا يزال كبيرًا على العلماء، وكان ذلك على عاتق أندرسون وشيرويل والسير إدوارد أبليتون، السكرتير الدائم لقسم البحث العلمي والصناعي، الذي كان مسؤولاً عن أنابيب السبائك، لإبعادهم عن مشاريع زمن الحرب التي كانوا يشاركون فيها دائمًا.  بعثة بريطانية بقيادة أكيرز ساعدت في تطوير تكنولوجيا الانتشار الغازي في نيويورك.  آخر، بقيادة أوليفانت، الذي عمل نائب مدير مختبر بيركلي للإشعاع، ساعد في عملية الفصل الكهرومغناطيسي.  كرئيس للبعثة البريطانية إلى مختبر لوس ألاموس، قاد تشادويك، ولاحقًا بيرلز، فريقًا متعدد الجنسيات من العلماء المتميزين من بينهم السير جيفري تيلور، وجيمس توك، ونيلز بور، وويليام بيني، وفريش، وفوتشس. أصبح أربعة أعضاء من البعثة البريطانية قادة المجموعة في لوس ألاموس. لاحظ بيني قصف ناغازاكي في 9 أغسطس 1945 وشارك في التجارب النووية في عملية مفترق الطرق في عام 1946. 
ظهر ضغط كبير على الاتفاقية في عام 1944، عندما تم الكشف للولايات المتحدة أن المملكة المتحدة قد أبرمت اتفاقية سرية مع هانز فون هالبان لمشاركة المعلومات النووية مع فرنسا بعد الحرب مقابل الاستخدام المجاني لبراءات الاختراع المتعلقة المفاعلات النووية قدمها الفيزيائي الفرنسي فريديريك جوليو كوري وفريقه في كوليج دو فرانس. بناءً على هذا الكشف، اعترضت الولايات المتحدة وكندا، مشيرين إلى أن اتفاقية حلبان تنتهك شروط اتفاقية كيبيك، أي القسم الخاص بمشاركة المعلومات مع الأطراف الثالثة دون موافقة متبادلة مسبقة.  المملكة المتحدة بالتزاماتها تجاه فرنسا من أجل إرضاء الولايات المتحدة. كان أندرسون قلقًا للغاية بشأن تنفير الفرنسيين، واقترح هو ووزير الدولة للشؤون الخارجية، أنتوني إيدن، أن يُعرض على الفرنسيين تعهدًا بإدراج فرنسا لاحقًا في مشروع مانهاتن، لكن تشرشل لم يوافق، وظل كذلك. يعارض بشدة أي إفشاءات لفرنسا أو الاتحاد السوفيتي.  بعد الحرب، تنصلت الحكومة الفرنسية من اتفاق حلبان. 
كانت قضية حقوق براءات الاختراع قضية معقدة، وقد باءت محاولات التفاوض على صفقات بين بريطانيا والولايات المتحدة في عام 1942، وبين بريطانيا وكندا في عام 1943 بالفشل. بعد توقيع اتفاقية كيبيك، اجتمع خبراء بريطانيون وأمريكيون معًا مرة أخرى وتوصلوا إلى اتفاقية أقرتها لجنة السياسة المشتركة في سبتمبر 1944. كانت هذه الاتفاقية، التي غطت كندا أيضًا، بأثر رجعي لتوقيع اتفاقية كيبيك في أغسطس 1943، ولكن بسبب السرية اللازمة، لم يتم الانتهاء منها حتى عام 1956، وشمل جميع براءات الاختراع التي تم الاحتفاظ بها في نوفمبر 1955. وافقت كل دولة من الدول الثلاث على نقل أي حقوق تمتلكها في الدول الأخرى إلى الدول الأخرى، والتنازل عن أي مطالبات بالتعويض ضدها. 
عاد ليويلين إلى المملكة المتحدة في نهاية عام 1943 وحل محله في اللجنة السير رونالد إيان كامبل، نائب رئيس البعثة البريطانية في الولايات المتحدة، والذي حل محله السفير البريطاني لدى الولايات المتحدة، لورد. هاليفاكس، في أوائل عام 1945. توفي ديل في واشنطن في 4 نوفمبر 1944، وتم استبداله كرئيس لبعثة الأركان البريطانية المشتركة وكعضو في لجنة السياسة المشتركة من قبل المارشال السير هنري ميتلاند ويلسون.  لذلك، وافق ويلسون، في 4 يوليو 1945، بموجب بند اتفاق كيبيك الذي ينص على عدم استخدام الأسلحة النووية ضد دولة أخرى دون موافقة متبادلة، على تسجيل استخدام الأسلحة النووية ضد اليابان على أنه قرار لجنة السياسات المشتركة.  

## هايد بارك مساعد الذاكرة

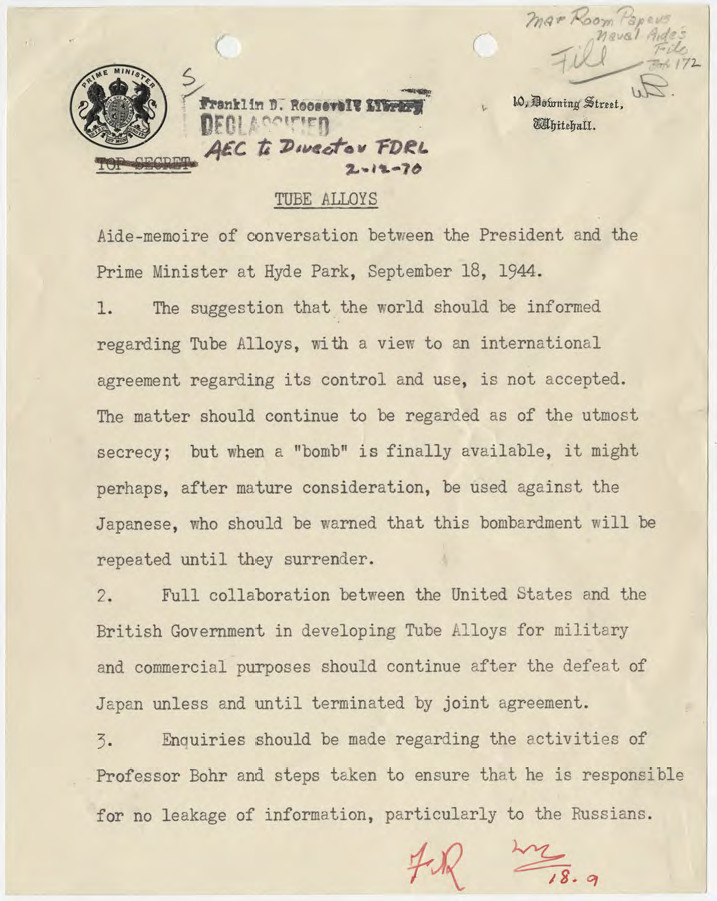
مساعد الذاكرة هايد بارك. توجد هذه النسخة في مكتبة ومتحف فرانكلين دي روزفلت الرئاسي.

في سبتمبر 1944، عقد مؤتمر ثان خلال الحرب في كيبيك عُرف باسم مؤتمر المثمن. في أعقاب سلسلة انتصارات الحلفاء، تحولت الأفكار إلى التخطيط لما بعد الحرب.  بعد ذلك، أمضى روزفلت وتشرشل بعض الوقت معًا في عقار سبرينغوود في روزفلت في هايد بارك، نيويورك. ناقشوا التعاون بعد الحرب بشأن الأسلحة النووية، وفي 19 سبتمبر وقعوا مذكرة هايد بارك، التي توضح بالتفصيل الاتفاقية الناتجة عن ما ناقشوه. تناول معظم هذا أفكار بور حول السيطرة الدولية،  ولكنه نص أيضًا على أن «التعاون الكامل بين الولايات المتحدة والحكومة البريطانية في تطوير سبائك الأنابيب للأغراض العسكرية والتجارية يجب أن يستمر بعد هزيمة اليابان ما لم وحتى يتم إنهاؤها باتفاق مشترك». 
من مستشاري روزفلت، كان هوبكنز والأدميرال وليام دي ليهي فقط على علم بهذه الاتفاقية السرية خلال الحرب، وليهي، ربما لأنه لم يباركلك ذهنه أبدًا أن القنبلة الذرية ستنجح، وبالتالي ربما لم يكن يولي اهتمامًا كبيرًا، لم يكن لديه سوى تذكر مشوش لما قد قيل.   عندما رفع ويلسون مذكرة هايد بارك في اجتماع لجنة السياسة المشتركة في يونيو 1945، لم يتم العثور على النسخة الأمريكية.  أرسل البريطانيون نسخة من ستيمسون في 18 يوليو.  حتى ذلك الحين، شكك غروفز في صحة الوثيقة حتى تم العثور على النسخة الأمريكية بعد سنوات عديدة في أوراق نائب الأميرال ويلسون براون جونيور، مساعد روزفلت البحري، والذي يبدو أنه أخطأ في أوراق روزفلت في هايد بارك من قبل شخص لا يعرف ما هي سبائك الأنبوب. كان، ومن اعتقد أن له علاقة بالمدافع البحرية أو أنابيب الغلايات.   

## نهاية اتفاقية كيبك
ترومان، الذي خلف روزفلت بعد وفاة الأخير في 12 أبريل 1945، كليمنت أتلي، الذي حل محل تشرشل كرئيس للوزراء في يوليو 1945، أندرسون ووزير خارجية الولايات المتحدة جيمس ف.بيرنز أثناء رحلة بحرية على متن قارب على نهر بوتوماك، ووافقت على مراجعة اتفاقية كيبيك،  بهدف استبدالها بشكل أكثر مرونة من التعاون في المسائل النووية بين الحكومات الثلاث. التقى غروفز ووزير الحرب روبرت ب. مساعد، في 15 نوفمبر 1945 لإعداد بلاغ. واتفقا على الإبقاء على لجنة السياسة المشتركة. تم استبدال شرط اتفاق كيبك «للموافقة المتبادلة» قبل استخدام الأسلحة النووية بواحد من أجل «التشاور المسبق»، وكان يجب أن يكون هناك «تعاون كامل وفعال في مجال الطاقة الذرية»، ولكن في مذكرة النوايا الأطول التي تم التوقيع عليها بواسطة غروفز وأندرسون، كان هذا فقط «في مجال البحث العلمي الأساسي». أخذ باترسون البيان إلى البيت الأبيض، حيث وقع عليه ترومان وأتلي في 16 نوفمبر 1945.  تمت الموافقة على مسودة اتفاقية من قبل لجنة السياسة المشتركة في 4 ديسمبر 1945 كأساس لإلغاء اتفاقية كيبيك.

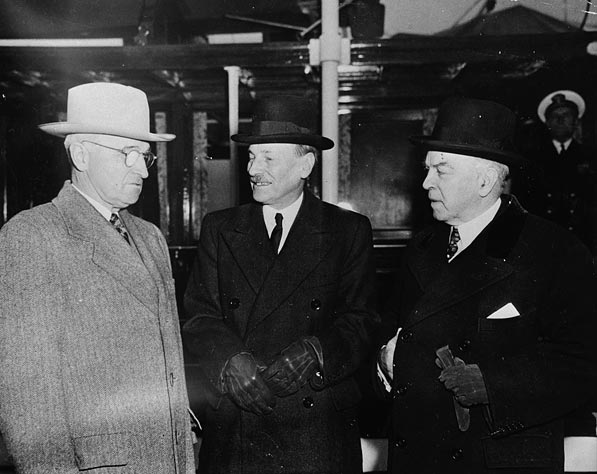
الرئيس هاري ترومان ورئيسا الوزراء كليمنت أتلي وماكنزي كينغ على متن للمناقشات حول الأسلحة النووية، نوفمبر 1945

لم يسفر الاجتماع التالي للجنة السياسة المشتركة في 15 أبريل 1946 أي اتفاق بشأن التعاون، وأسفر عن تبادل الكابلات بين ترومان وأتلي. أرسل ترومان برقية في 20 أبريل مفادها أنه لا يرى البيان الذي وقع عليه باعتباره يلزم الولايات المتحدة بمساعدة بريطانيا في تصميم وبناء وتشغيل محطة للطاقة الذرية.  رد أتلي في 6 يونيو 1946  «لم يخف الكلمات ولم يخفي استيائه وراء الفروق الدقيقة في اللغة الدبلوماسية.»  لم يكن الخلاف هو مجرد التعاون التقني، الذي كان يختفي سريعًا، ولكن تخصيص خام اليورانيوم. خلال الحرب، لم يكن هذا مصدر قلق كبير، لأن بريطانيا لم تكن بحاجة إلى أي خام، لذلك ذهب كل إنتاج مناجم الكونغو وكل الخام الذي استولت عليه بعثة Alsos إلى الولايات المتحدة، ولكن الآن أصبح مطلوبًا من قبل البريطانيين. مشروع ذري. توصل تشادويك وجروفز إلى اتفاق يتم بموجبه تقاسم الخام بالتساوي. 
أدى انشقاق إيغور جوزينكو وإدانته بالتجسس لألان نون ماي، الفيزيائي البريطاني الذي عمل في مختبر مونتريال، إلى جعل تبادل المعلومات مع المملكة المتحدة أمرًا مستحيلًا سياسيًا على المسؤولين الأمريكيين.  الكونغرس، غير مدركين لمساعد هايد بارك بسبب فقدان النسخة الأمريكية، سن قانون مكماهون.  وقعه ترومان في 1 أغسطس 1946، ودخل حيز التنفيذ اعتبارًا من منتصف ليل 1 يناير 1947،  أنهى هذا القانون التعاون الفني. منعت سيطرتها على «البيانات المقيدة» حلفاء الولايات المتحدة من تلقي أي معلومات.  مُنع باقي العلماء من الوصول إلى أوراق كانوا قد كتبوها قبل أيام فقط.  أثار قانون مكماهون استياء العلماء والمسؤولين البريطانيين على حد سواء، وأدى مباشرة إلى القرار البريطاني في يناير 1947 لتطوير أسلحتها النووية.  في الولايات المتحدة، كانت هناك ضجة حول الفيتو البريطاني على استخدام الأسلحة النووية عندما تم إبلاغ اللجنة المشتركة للطاقة الذرية باتفاقية كيبيك (ولكن ليس اتفاقية نوفمبر 1945) في 12 مايو 1947،  مما أدى إلى ضغط شديد على ترومان للتخلي عن الحكم.  في 7 يناير 1948، أبرم كل من بوش وجيمس فيسك وكوكروفت وماكينزي اتفاقية عُرفت باسم الطريقة المؤقتة، والتي سمحت بمشاركة محدودة للمعلومات الفنية بين الولايات المتحدة وبريطانيا وكندا، والتي ألغت اتفاقية كيبيك رسميًا.  مثل اتفاقية كيبيك التي حلت محلها، تم تصنيف طريقة الحياة على أنها «سرية للغاية». 
مع بداية الحرب الباردة، انخفض الحماس في الولايات المتحدة للتحالف مع بريطانيا أيضًا. وجد استطلاع للرأي أجري في سبتمبر 1949 أن 72 في المائة من الأمريكيين وافقوا على أنه لا ينبغي للولايات المتحدة «مشاركة أسرار الطاقة الذرية مع إنجلترا». تلطخت سمعة البريطانيين بشكل أكبر من خلال الكشف في عام 1950 عن أن فوكس كان جاسوسًا ذريًا سوفيتيًا. قدمت المشاركة البريطانية في زمن الحرب في مشروع مانهاتن مجموعة كبيرة من الخبرات التي كانت ضرورية لنجاح الأبحاث شديدة الانفجار، برنامج الأسلحة النووية في المملكة المتحدة بعد الحرب،  على الرغم من أنه لم يكن بدون ثغرات مهمة، كما هو الحال في المجال من تعدين البلوتونيوم.  أدى تطوير الردع النووي البريطاني المستقل إلى تعديل قانون مكماهون في عام 1958، وإلى استئناف العلاقات النووية الخاصة بين أمريكا وبريطانيا بموجب اتفاقية الدفاع المشترك بين الولايات المتحدة والمملكة المتحدة لعام 1958. 

## الحواشي
1. ↑  The aide-mémoire was initialled in duplicate. On the copy kept by the British Government there is a marginal notation by Churchill's Principal Private Secretary: "actually 19th J[ohn] M[iller] M[artin]."[22]

## ملحوظات
1. 1 2 3 4  Clark 1961.
2. 1 2 3 4 5 6 7 8 9 10 11 12 13 14 15 16 17 18 19 20 21 22 23 24 25 26 27 28 29 30 31 32 33 34 35 36 37 38  Gowing 1964.
3. 1 2  Bernstein 2011.
4. ↑  Zimmerman 1995.
5. 1 2 3 4 5 6 7 8 9 10 11 12 13 14 15  Farmelo 2013.
6. ↑  Szasz 1992.
7. ↑   (Report). {{استشهاد بتقرير}}: الوسيط |title= غير موجود أو فارغ (مساعدة)صيانة الاستشهاد: url-status (link)
8. ↑  Laucht 2012.
9. 1 2 3 4  Phelps 2010.
10. 1 2 3 4 5 6 7 8 9 10 11 12 13 14 15 16 17 18 19 20 21 22 23 24 25 26 27 28 29 30 31 32  Hewlett & Anderson 1962.
11. 1 2 3 4 5  Rhodes 1986.
12. 1 2  Shrader 2006.
13. 1 2 3 4 5 6 7 8 9 10 11 12 13 14 15  Bernstein 1976.
14. 1 2 3 4 5 6 7 8 9 10 11 12 13 14 15 16 17 18 19 20  Paul 2000.
15. 1 2 3 4 5 6 7 8 9  Jones 1985.
16. 1 2 3 4 5 6 7 8 9  Gowing & Arnold 1974.
17. 1 2  Reynolds 2005.
18. ↑  Botti 1987.
19. ↑  Tyrer 2016.
20. ↑  Laurence، George C. (مايو 1980). "Early Years of Nuclear Energy Research in Canada". Atomic Energy of Canada Limited. مؤرشف من الأصل في 2015-01-04. اطلع عليه بتاريخ 2015-01-03.
21. ↑  "Minutes of a Meeting of the Combined Policy Committee, Washington, July 4, 1945". United States Department of State. مؤرشف من الأصل في 2017-09-18. اطلع عليه بتاريخ 2017-11-22.
22. ↑  "Aide-Mémoire Initialed by President Roosevelt and Prime Minister Churchill". Foreign Relations of the United States, Conference at Quebec, 1944. Office of the Historian, United States State Department. مؤرشف من الأصل في 2017-12-01. اطلع عليه بتاريخ 2018-06-04.
23. ↑  Nichols 1987.
24. ↑  Groves 1962.
25. ↑  "Draft agreement dated November 16, 1945". United States Department of State. مؤرشف من الأصل في 2017-12-01. اطلع عليه بتاريخ 2017-11-22.
26. ↑  "Minutes of a Meeting of the Combined Policy Committee, December 4, 1945". United States Department of State. مؤرشف من الأصل في 2018-06-17. اطلع عليه بتاريخ 2017-11-22.
27. 1 2  Gott 1963.
28. ↑  Calder 1953.
29. ↑  "Minutes of the Meeting of the Combined Policy Committee, at Blair House, Washington, D.C., January 7, 1948". United States Department of State. مؤرشف من الأصل في 2017-12-01. اطلع عليه بتاريخ 2017-11-22.
30. 1 2  Young، Ken. "Trust and Suspicion in Anglo-American Security Relations: the Curious Case of John Strachey". History Working Papers Project. مؤرشف من الأصل في 2015-01-02. اطلع عليه بتاريخ 2015-01-02.
31. ↑  "Public Law 85-479" (PDF). US Government Printing Office. 2 يوليو 1958. مؤرشف من الأصل (PDF) في 2014-07-14. اطلع عليه بتاريخ 2013-12-12.

## روابط خارجية
- اتفاقية كيبيك على موقع كلية الحقوق بجامعة ييل
- Hyde Park Aide-Mémoire على موقع وزارة الخارجية الأمريكية